# 联合公墓 (康涅狄格州伊斯顿)

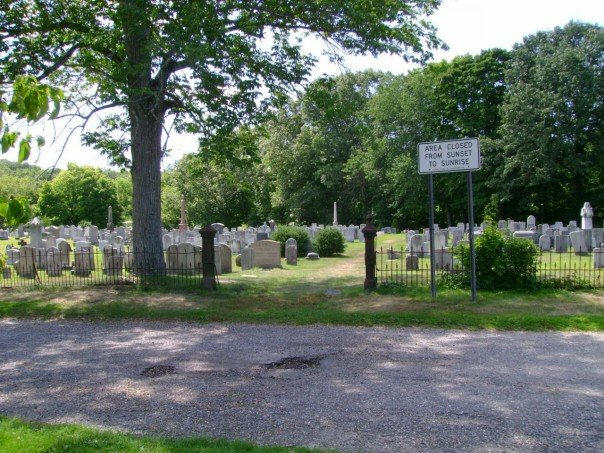
摄于2007年的联合公墓入口处。

联合公墓是指位于康涅狄格州伊斯顿斯特普尼路附近的一处公墓。这处公墓可以追溯到18世纪，据幽灵猎手称，这里是美国最闹鬼的公墓之一。 康涅狄格州的灵异现象调查者华伦夫妇也写过一本关于此古墓的书籍。

## 闹鬼事件报告

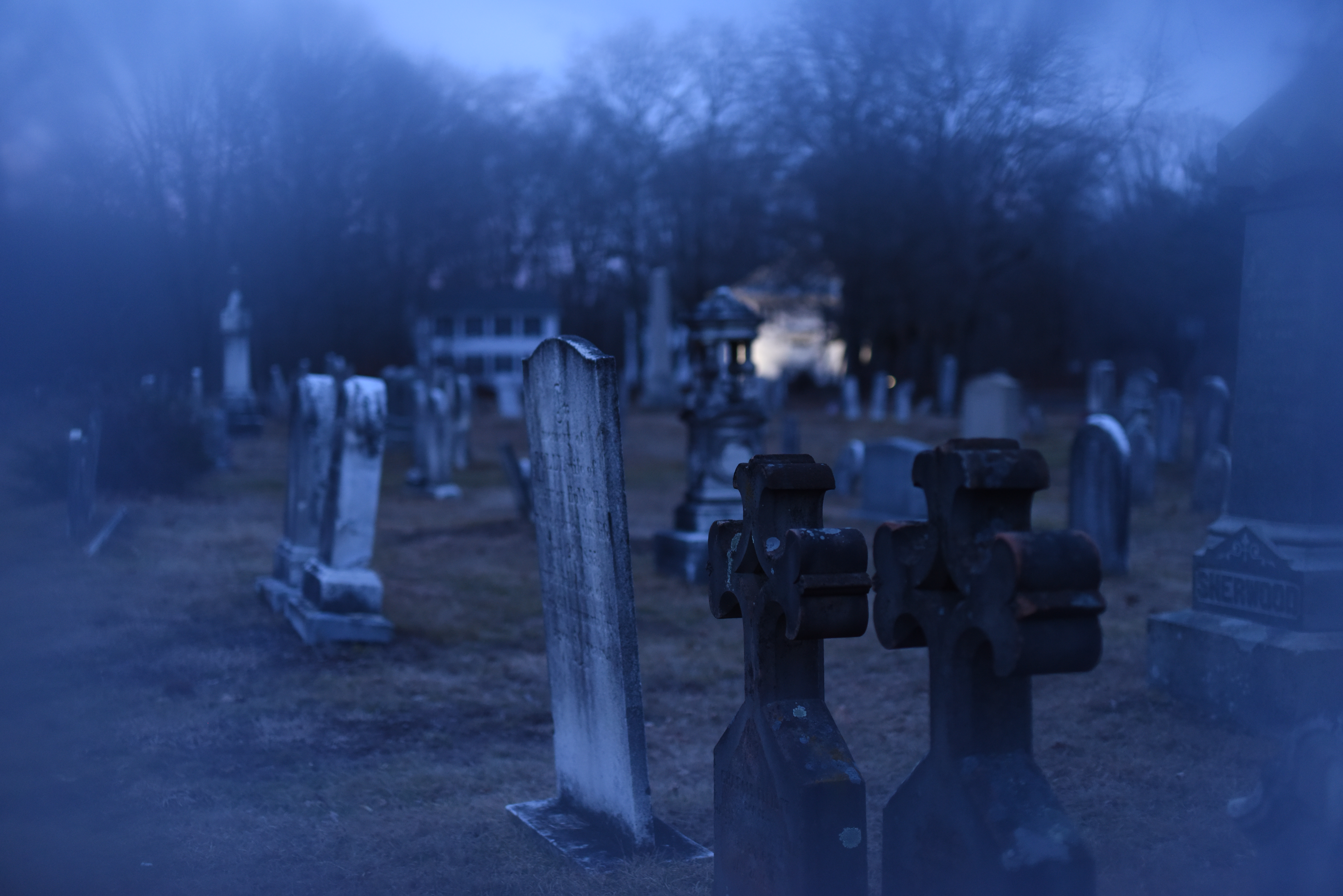
傍晚的墓地。

根据都市传说，“白色贵妇人”的鬼魂经常在联合公墓和门罗的斯蒂芬尼公墓出没。联合公墓的鬼魂被描述为和其他“白色贵妇人”的鬼故事一样身穿透明的白色睡衣或婚纱。灵异现象调查者华伦夫妇声称看到了鬼魂，并且录下了鬼魂的视频。。